# Numery skrócone
Numery skrócone – specjalne numery telefoniczne, znacznie krótsze niż normalne numery abonenckie, służące do nawiązywania połączeń alarmowych lub informacyjnych, stosowane w celu łatwiejszego ich zapamiętywania.
W Polsce, zgodnie z planem numeracji krajowej, numery skrócone dzielą się na:
- numery AUS – abonenckich usług specjalnych – przeznaczone dla usług świadczonych w sieci stacjonarnej, polegających na udzielaniu różnych informacji, przyjmowaniu zleceń oraz przyjmowaniu wywołań na numery alarmowe.
  - formaty numerów AUS:
    - numery alarmowe – 9XY (3 cyfry), wyłącznie 12 numerów ustalonych w planie numeracji krajowej (w tym numer informacyjno-koordynacyjny na potrzeby zarządzania kryzysowego dostępne w poszczególnych województwach), numery te wybiera się wyłącznie bez wskaźnika międzymiastowego (numeru kierunkowego),
    - strefowe AUS – 19XYZ (5 cyfr), mogą być wybierane bez wskaźnika międzymiastowego (numeru kierunkowego) lub z takim numerem (w celu połączenia z daną służbą w innej strefie numeracyjnej),
    - międzynarodowe AUS – 19XYZ (5 cyfr) dostępny z zagranicy, wybieranie w postaci +48 + numer kierunkowy + AUS.
- numery HESC – zharmonizowane europejskie numery skrócone – dostępne w państwach UE, przeznaczone dla usług o szczególnym znaczeniu społecznym świadczonych w sieciach łączności elektronicznej polegających na udzielaniu informacji, świadczeniu pomocy lub przyjmowaniu zgłoszeń,
  - formaty numerów HESC:
    - 112 – wspólny numer alarmowy dla wszystkich służb ustawowo powołanych do niesienia pomocy,
    - 118CDU – dla usług informacji o numerach,
    - 116CDU – dla usług o szczególnym znaczeniu społecznym,
    - inne numery z zakresu 11X, gdzie X ≠ 2, 6, 8 dla dowolnych zastosowań krajowych,
    - CC + HESC, gdzie HESC ≠ 112, dla międzynarodowych połączeń przychodzących.

Numery HESC wybiera się wyłącznie bez wskaźnika międzymiastowego (numeru kierunkowego).